# El Personal
El Personal es un grupo de fusión musical fundado en Guadalajara, México, por Julio Haro Gracia y Andrés "el Boy" Haro, en 1986. 
La idea de este quinteto consistió en mezclar distintas corrientes musicales: reggae, son cubano, cumbia mexicana, bolero y rock, y en escribir letras irreverentes.

## Historia
Debutaron formalmente el 10 de noviembre de 1987 en el bar El Nueve de la Ciudad de México, un antro gay que tuvo una programación diversa en la escena contracultural de la capital realizada por la revista La regla rota -posteriormente La pus moderna- de 1985 a 1989.
Su estilo implicó letras autoparódicas (El último camión), de contenido humorístico (Broche de oro) y pasajes de la vida urbana (La tapatía). También cantaban sobre aspectos peculiares para su tiempo, como la masturbación (Centerfold blues) y la ecología (Nosotros somos los marranos). Fueron pioneros, además de la fusión con ritmos tan dispares como la rumba o la cumbia, en el uso de instrumentos como cajas de ritmos y la melódica. Dicha práctica sería retomada pocos años después por Café Tacvba.
El grupo puso pausa a una carrera musical que los hacía cada vez más populares en círculos alternativos del rock mexicano, debido al deterioro de la salud de Julio Haro, quien falleció en 1992 a causa del VIH, al igual que el baterista Pedro Fernández. Sus grabaciones serían relanzadas ese mismo año por Andrés Haro en formato CD.
Su disco No me hallo fue considerado por la revista Rolling Stone México como uno de los diez discos imprescindibles del Rock Latino.

## Discografía
- 1988: No me hallo (Discos Caracol)
- 1989: Qué mugrero Casete (en vivo)
- 1993: No me hallo y algo más, (Discos Pentagrama)
- 1995: Melodías Inmortales, Mulata-Pentagrama,
- 1998:  La última y nos vamos, Discos Pentagrama
- 1994: No me hallo, discos pulque si, Madrid, España
- 2012: Sabe qué modo, Discos Imposibles,
- 2013: "¿Dónde está tu hermana?" Sencillo. Discos Imposibles,
- 2014: "El último camión", Sencillo. Discos Imposibles,
- 2014: "Ya no te creo", Sencillo. Discos Imposibles,

## Videografía
- 2003: DVD de El Personal, Discos Imposibles.
- 2015: "Con el alma en una pieza, la leyenda de El Personal". Largo metraje de Films Cero. Director Jorge Bidault.